# Бренда Стауффер
Бренда Стауффер (англ. Brenda Stauffer, 8 квітня 1961) — американська хокеїстка на траві.
Бронзова призерка Олімпійських Ігор 1984 року.